# ماثيو ليونارد
ماثيو ليونارد (بالإنجليزية: Matthew Leonard)‏ هو عسكري أمريكي، ولد في 26 نوفمبر 1929 في يوتاو في الولايات المتحدة، وتوفي في 28 فبراير 1967 في فيتنام.